# Prędkość obrotowa

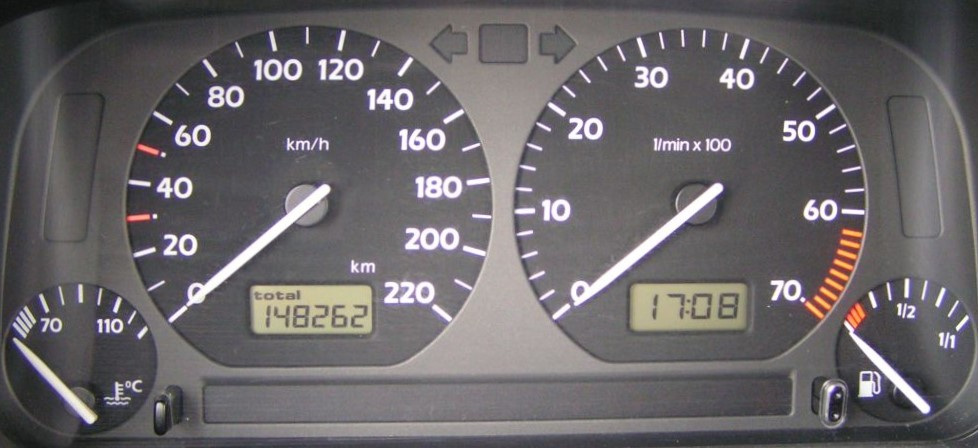
Prędkościomierz i tachometr (urządzenia mierzące prędkość pojazdu i prędkość obrotową wału napędowego silnika)

Prędkość obrotowa, częstotliwość obrotów – wielkość fizyczna stosowana głównie w technice określająca liczbę obrotów ciała wykonywanych w jednostce czasu. Stosowana jako parametr charakteryzujący obrót ciał (np. wirnika silnika). Oznaczana jest zazwyczaj przez {\displaystyle f} lub {\displaystyle n}.
Jednostką najczęściej spotykaną w technice jest rpm, oznaczającą liczbę obrotów na minutę [obr./min].
Prędkość obrotowa jest związana z używaną w fizyce prędkością kątową, która określa kąt zakreślany w jednostce czasu. Związek między tymi wielkościami jest określany przez zależność stosowanych jednostek czasu oraz kątowi odpowiadającemu jednemu obrotowi (kąt pełny). 
Prędkość obrotową wyrażoną w rpm (obr/min) przy prędkości kątowej ω określonej w s-1 wyraża wzór:
{\displaystyle f=\omega {\frac {1}{2\pi }}\mathrm {\frac {1}{s}} =\omega {\frac {30}{\pi }}\mathrm {\frac {1}{min}} .}
Jeżeli prędkość kątowa {\displaystyle \omega } nie zmienia się w czasie, to ruch taki nazywa się jednostajnym ruchem obrotowym. Dla zmiennych ruchów obrotowych wielkość ta jest interpretowana jako chwilowa prędkość obrotowa.
Przy stałym momencie obrotowym, moc urządzenia jest proporcjonalna do jego prędkości obrotowej.